# Ichirō Mizuki
Ichirō Mizuki (水木一郎 Mizuki Ichirou) (Tòquio 7 de gener de 1948 - 6 de desembre de 2022), el seu nom real és Toshio Hayakawa (早川俊夫 Hayakawa Toshio) i també és conegut com a Aniki, és un compositor, seiyu, actor i cantant japonès d'anison. És molt conegut per ser l'intèrpret de cançons per a sèries de televisió i cine com Mazinger Z, Great Mazinger, Tekkaman, Captain Harlock, Golion, Kamen Rider, Spielvan, Metalder i Super Sentai.
Abans del seu debut musical el 1968 amb el single "Kimi ni sasageru Boku no Uta" amb la discogràfica Nippon Columbia. En el 1971, ell començar a cantar la cançons tema amb seu primera cançon "Genshi Shounen Ryuu ga Yuku" com aquesta cançon de la sèries de televisió anime Genshi Shounen Ryuu. L'any 1972, amb el llançament del seu àlbum banda sonora "Mazinger Z", es va convertir en el més venut de la història amb aproximadament 700.000 còpies, i el 1978 amb seu àlbum banda sonora "Captain Harlock" va vendre 150.000 còpies. També aquesta cançon famós és acompañar per 68 membres d'orquestra simfònica.
El 30 d'agost a 31 d'agost del 1999, ell acabat "concerto de 1.000 cançons" a Kawaguchiko Stellar Theater, Yamanashi. Ichirō Mizuki tenir cantat 1.000 cançons en duració 24 horas.
El 19 de juliol del 2000, ell formà el grup JAM Project amb Hironobu Kageyama, Masaaki Endou, Eizo Sakamoto i Rica Matsumoto.

## Discografia

### Singles
- "Kimi ni sasageru Boku no Uta" (君にささげる僕の歌) (Juliol de 1968)
- "Dare mo inai Umi" (誰もいない海) (Abril de 1970)
- "Natsukashi Kutte Hero ~I'll Never Forget You!~" (懐かしくってヒーロー~I'll Never Forget You!~) (21 de novembre de 1990)
- "Natsukashi Kutte Hero PartII ~We'll Be Together Forever!~" (懐かしくってヒーロー・PartII~We'll Be Together Forever!~) (1 de juny de 1992)
- "SEISHUN FOR YOU ~Seishun no Uta~" (SEISHUN FOR YOU~青春の詩~) (21 de gener de 1994)
- "221B Senki Single Version" (221B戦記 シングルバージョン) (3 de setembre de 1997)
- "Golden Rule ~Kimi wa mada Maketenai!~" (Golden Rule~君はまだ負けてない!~) / "Miage te goran Yoru no Hoshi wo" (見上げてごらん夜の星を) (1 de setembre de 1999)

### Àlbums
- "OTAKEBI Sanjou! Hoeru Otoko Ichiro Mizuki Best" (OTAKEBI参上!吠える男 水木一郎ベスト) (21 de juny de 1989)
- "Ichiro Mizuki OTAKEBI 2" (水木一郎 OTAKEBI2) (1 de maig de 1990)
- "Ichiro Mizuki All Hits Vol.1" (水木一郎 大全集Vol.1) (1 de setembre de 1990)
- "Ichiro Mizuki All Hits Vol.2" (水木一郎 大全集Vol.2) (21 de febrer de 1991)
- "Ichiro Mizuki Ballade Collection ~SASAYAKI~ Vol.1" (水木一郎バラード・コレクション～SASAYAKI～Vol.1) (21 d'abril de 1991)
- "Ichiro Mizuki All Hits Vol.3" (水木一郎 大全集Vol.3) (21 d'agost de 1991)
- "Ichiro Mizuki All Hits Vol.4" (水木一郎 大全集Vol.4) (21 de febrer de 1992)
- "Ichiro Mizuki All Hits Vol.5" (水木一郎 大全集Vol.5) (21 d'agost de 1992)
- "Dear Friend" (21 d'abril de 1993), con Mitsuko Horie
- "Ichiro Mizuki no Tanoshii Asobi Uta" (水木一郎のたのしいあそびうた) (21 de gener de 1994)
- "Ichiro Mizuki Best & Best" (水木一郎 ベスト&ベスト) (19 d'agost de 1995)
- "ROBONATION Ichiro Mizuki Super Robot Complete" (ROBONATION 水木一郎スーパーロボットコンプリート) (19 de juliol de 1997)
- "Neppuu Densetsu" (熱風伝説) (21 de març de 1998)
- "Neppuu Gaiden -Romantic Master Pieces-" (熱風外伝-Romantic Master Pieces-) (30 de gener de 1999)
- "Aniki Jishin ~30th Anniversary BEST~" (アニキ自身~30th Anniversary BEST~) (21 de novembre de 2001)
- "Ichiro Mizuki Best of Aniking -Red Spirits-" (水木一郎 ベスト・オブ・アニキング -赤の魂-) (4 d'agost de 2004)
- "Ichiro Mizuki Best of Aniking -Blue Spirits-" (水木一郎 ベスト・オブ・アニキング -青の魂-) (6 d'octubre de 2004)

## Interpretacións notables de la cançons tema

### Cançons d'anime
- Genshi Shounen Ryuu ga Yuku (原始少年リュウが行く) (Tema obertura de Geshi Shounen Ryuu)
- Mazinger Z (マジンガーZ) (Tema obertura de Mazinger Z)
- Bokura no Mazinger Z (ぼくらのマジンガーZ) (Tema finalització de Mazinger Z)
- Babel Nisei (バビル2世) (Tema obertura de Babel II)
- Seigi no Chou Nouryoku Shounen (正義の超能力少年) (Tema finalització de Babel II)
- Ore wa Great Mazinger (おれはグレートマジンガー) (Tema obertura de Great Mazinger)
- Yuusha wa Mazinger (勇者はマジンガー) (Tema finalització de Great Mazinger)
- Tekkaman no Uta (テッカマンの歌) (Tema obertura de Tekkaman: The Space Knight)
- Space Knights no Uta (スペースナイツの歌) (Tema finalització de Tekkaman: The Space Knight)
- Koutetsu Jeeg no Uta (鋼鉄ジーグのうた) (Tema obertura de Steel Jeeg)
- Hiroshi no Theme (ひろしのテーマ) (Tema finalització de Steel Jeeg)
- Combattler V no Theme (コン・バトラーVのテーマ) (Tema obertura de Combattler V)
- Yuke! Combattler V (行け!コン・バトラーV) (Tema finalització de Combattler V)
- Tatakae! Gakeen (たたかえ!ガ・キーン) (Tema obertura de Magne Robo Gakeen, amb Mitsuko Horie)
- Takeru to Mai no Uta (猛と舞のうた) (Tema finalització de Magne Robo Gakeen, amb Mitsuko Horie)
- Try Attack! Mechander Robo (トライアタック!メカンダーロボ) (Tema obertura de Mechander Robo)
- Sasurai no Hoshi Jimmy Orion (さすらいの星 ジミーオリオン) (Tema finalització de Mechander Robo)
- Hyouga Senshi Guyslugger (氷河戦士ガイスラッガー) (Tema obertura de Hyouga Senshi Guyslugger)
- Chichi wo Motomete (父をもとめて) (Tema finalització de Voltes V)
- Choujin Sentai Baratack (超人戦隊バラタック) (Tema obertura de Baratack)
- Grand Prix no Taka (グランプリの鷹) (Tema obertura de Arrow Emblem Grand Prix no Taka)
- Laser Blues (レーサーブルース) (Tema finalització de Arrow Emblem Grand Prix no Taka)
- Captain Harlock (キャプテンハーロック) (Tema obertura de Captain Harlock)
- Warera no Tabidachi (われらの旅立ち) (Tema finalització de Captain Harlock)
- Lupin Sansei Ai no Theme (ルパン三世愛のテーマ) (Tema finalització de Lupin III)
- Tatakae! Golion (斗え!ゴライオン) (Tema obertura de Golion)
- Gonin de Hitotsu (五人でひとつ) (Tema finalització de Golion)
- Game Center Arashi (ゲームセンターあらし) (Tema obertura de Game Center Arashi)
- Mawari Himawari Hero Hero-kun (まわりひまわりへろへろくん) (Tema obertura de Hero Hero-kun)
- SOULTAKER (Tema obertura de The SoulTaker, amb les membres de JAM Project)
- Sangou no Hitsugi (塹壕の棺) (Tema finalització i obertura (episodi 13) de Godannar, amb Mitsuko Horie)
- ENGAGE!!! Godannar (ENGAGE!!!ゴーダンナー) (Tema obertura per segon estació de Godannar, amb Mitsuko Horie)
- STORMBRINGER (Tema obertura de Koutetsushin Jeeg, com a part de JAM Project)

### Cançons de OVA
- CROSS FIGHT! (Tema obertura de Dangaioh, amb Mitsuko Horie)
- Ima ga sono Toki da (今がその時だ) (Tema primer obertura de Change!! Getter Robo)
- Dare ka ga Kaze no Naka de (誰かが風の中で) (Tema finalització de Tenamonya Voyagers)
- STORM (Tema obertura de Shin Getter Robo vs. Neo Getter Robo, amb Hironobu Kageyama)
- Mazinger Sanka (マジンガー讃歌) (Tema inserció de Mazinkaiser)
- Mazinkaiser no Theme (マジンカイザーのテーマ) (Tema inserció de Mazinkaiser)
- TORNADO (Tema finalització de Mazinkaiser, com a part de JAM Project)

### Cançons de videojocs
- Double Impact (ダブル・インパクト) (Cançó tema de Ganbare Goemon ~Neo Momoyama Bakufu no Odori~)
- Ara buru Damashii (荒ぶる魂+α) (Tema imatge de Super Robot Wars Alpha)
- STEEL SOUL FOR YOU (Tema imatge de Super Robot Wars Alpha, amb Hironobu Kageyama)
- Tomo yo ~Super Robot Wars Alpha~ (戦友よ。~SUPER ROBOT WARS α~) (Tema imatge de Super Robot Wars Alpha)
- Wa ni Teki Nashi (我ニ敵ナシ) (Tema imatge de Super Robot Wars Alpha)
- Denkou Sekka Volder (電光石火ヴォルダー) (Cançó tema de Tatsunoko Fight)
- Gattai! Donranger Robo (合体!ドンレンジャーロボ) (Tema inserció de Taiko no Tatsujin: Tobikkiri! Anime Special)
- Kitto Motto Zutto (きっと もっと ずっと) (Tema inserció de Taiko no Tatsujin: Tobikkiri! Anime Special, amb Mitsuko Horie i Hironobu Kageyama)
- Hibike! Taiko no Tatsujin (響け!太鼓の達人) (Tema inserció de Taiko no Tatsujin: Tobikkiri! Anime Special, amb Mitsuko Horie i Hironobu Kageyama)

### Cançons de tokusatsu
- Bokura no Barom One (ぼくらのバロム1) (Tema obertura de Choujin Barom 1)
- Yuujou no Barom Cross (友情のバロム・クロス) (Tema finalització de Choujin Barom 1)
- Arashi yo Sakebe (嵐よ叫べ) (Tema obertura de Henshin Ninja Arashi)
- Warera wa Ninja (われらは忍者) (Tema finalització de Henshin Ninja Arashi)
- Hakaider no Uta (ハカイダーの歌) (Tema inserció de Jinzou Ningen Kikaider)
- Saburou no Theme (三郎のテーマ) (Tema inserció de Jinzou Ningen Kikaider)
- Shounen Kamen Rider Tai no Uta (少年仮面ライダー隊の歌) (Tema primer finalització de Kamen Rider V3)
- Robot Keiji (ロボット刑事) (Tema obertura de Robot Keiji)
- Susume Robot Keiji (進めロボット刑事) (Tema finalització de Robot Keiji)
- Shiro Shishi Kamen no Uta (白獅子仮面の歌) (Tema obertura de Shiro Shishi Kamen)
- Chest! Chest! Inazuman (チェスト!チェスト!イナズマン) (Tema finalització de Inazuman)
- Setup! Kamen Rider X (セタップ!仮面ライダーX) (Tema obertura de Kamen Rider X)
- Ore wa X Kaizorg (おれはXカイゾーグ) (Tema finalització de Kamen Rider X)
- Inazuman Action (イナズマン・アクション) (Tema finalització de Inazuman F)
- Ganbare Robocon (がんばれロボコン) (Tema primer obertura de Ganbare!! Robocon)
- Oira Robocon Robot dai! (おいらロボコンロボットだい!) (Tema segon obertura de Ganbare!! Robocon)
- Oira Robocon Sekai Ichi (おいらロボコン世界一) (Tema primer finalització de Ganbare!! Robocon)
- Robocon Ondou (ロボコン音頭) (Tema segon finalització de Ganbare!! Robocon)
- Hashire!! Robcon Undoukai (走れ!!ロボコン運動会) (Tema tercer finalització de Ganbare!! Robocon)
- Robocon Gattsuracon (ロボコン ガッツラコン) (Tema quart finalització de Ganbare!! Robocon)
- Bouken Rockbat (冒険ロックバット) (Tema obertura de Bouken Rockbat)
- Tetsu no Prince Blazer (鉄のプリンス・ブレイザー) (Tema finalització de Bouken Rockbat)
- Kamen Rider Stronger no Uta (仮面ライダーストロンガーのうた) (Tema obertura de Kamen Rider Stronger)
- Kyou mo Tatakau Stronger (きょうもたたかうストロンガー) (Tema segon finalització de Kamen Rider Stronger, amb Mitsuko Horie)
- Stronger Action (ストロンガーアクション) (Tema tercer finalització de Kamen Rider Stronger, amb Mitsuko Horie)
- Yukuzo! BD7 (行くぞ!BD7) (Tema obertura de Shounen Tantei Dan)
- Shounen Tantei Dan no Uta (少年探偵団のうた) (Tema finalització de Shounen Tantei Dan)
- Shouri da! Akumaizer 3 (勝利だ!アクマイザー3) (Tema obertura de Akumaizer 3)
- Susume Zaiderbeck (すすめザイダベック) (Tema finalització de Akumaizer 3)
- Kagayaku Taiyou Kagestar (輝く太陽カゲスター) (Tema obertura de The Kagestar)
- Star! Star! Kagestar (スター!スター!カゲスター) (Tema finalització de The Kagestar)
- Tatakae! Ninja Captor (斗え!忍者キャプター) (Tema obertura de Ninja Captor, amb Mitsuko Horie)
- Oozora no Captor (大空のキャプター) (Tema finalització de Ninja Captor, amb Mitsuko Horie)
- Jigoku no Zubat (地獄のズバット) (Tema obertura de Kaiketsu Zubat)
- Otoko wa Hitori Michi wo Yuku (男はひとり道をゆく) (Tema finalització de Kaiketsu Zubat)
- Oh!! Daitetsujin One Seven (オー!!大鉄人ワンセブン) (Tema obertura de Daitetsujin 17)
- One Seven Sanka (ワンセブン讃歌) (Tema finalització de Daitetsujin 17)
- Kyouryuu Sentai Koseidon (恐竜戦隊コセイドン) (Tema obertura de Kyouryuu Sentai Koseidon)
- Koseidon March (コセイドンマーチ) (Tema finalització de Kyouryuu Sentai Koseidon)
- Battle Fever Sanka (バトルフィーバー讃歌) (Tema inserció de Battle Fever J)
- Battle Fever Dai Shutsugeki (バトルフィーバー大出撃) (Tema inserció de Battle Fever J)
- Yuke! Yuke! Megaloman (行け!行け!メガロマン) (Tema obertura de Honoo no Choujin Megaloman)
- Waga Kokoro no Rozetta Hoshi (我が心のロゼッタ星) (Tema finalització de Honoo no Choujin Megaloman)
- Moero! Kamen Rider (燃えろ!仮面ライダー) (Tema primer obertura de Kamen Rider (Skyrider))
- Otoko no Na wa Kamen Rider (男の名は仮面ライダー) (Tema segon obertura de Kamen Rider (Skyrider))
- Haruka naru Ai ni Kakete (はるかなる愛にかけて) (Tema primer finalització de Kamen Rider (Skyrider))
- Kagayake! 8-Nin Rider (輝け!8人ライダー) (Tema segon finalització de Kamen Rider (Skyrider))
- Junior Rider Tai no Uta (ジュニアライダー隊の歌) (Tema segon finalització de Kamen Rider Super-1)
- Ashita ga Arusa (あしたがあるさ) (Tema inserció de Taiyou Sentai Sun Vulcan)
- Umi ga Yondeiru (海が呼んでいる) (Tema inserció de Taiyou Sentai Sun Vulcan)
- Kagayake! Sun Vulcan (輝け!サンバルカン) (Tema inserció de Taiyou Sentai Sun Vulcan)
- Kimi wa Panther (君はパンサー) (Tema inserció de Taiyou Sentai Sun Vulcan)
- Taiyou March (太陽マーチ) (Tema inserció de Taiyou Sentai Sun Vulcan)
- Andro Melos (アンドロメロス) (Tema obertura de Andro Melos)
- Kaette Koiyo Andro Melos (帰ってこいよアンドロメロス) (Tema finalització de Andro Melos)
- Jikuu Senshi Spielvan (時空戦士スピルバン) (Tema obertura de Jikuu Senshi Spielvan)
- Kimi on Nakama da Spielvan (君の仲間だスピルバン) (Tema primer finalització de Jikuu Senshi Spielvan)
- Kesshou da! Spielvan (結晶だ!スピルバン) (Tema segon finalització de Jikuu Senshi Spielvan)
- Time Limit (タイムリミット) (Tema finalització de Choujinki Metalder)
- Eien no Tameni Kimi no Tameni (永遠のために君のために) (Tema inserció de Kamen Rider Black RX)
- Just Gigastreamer (ジャスト・ギガストリーマー) (Tema inserció de Tokkei Winspector)
- Yuusha Winspector (勇者ウインスペクター) (Tema inserció de Tokkei Winspector)
- Yume mo Hitotsu no Nakama-Tachi (夢もひとつの仲間たち) (Tema inserció de Tokkei Winspector)
- Hoero! Voicelugger (ほえろ!ボイスラッガー) (Tema obertura de Voicelugger)
- Samba de Gaoren (サンバ de ガオレン) (Tema inserció de Hyakujuu Sentai Gaoranger)
- Hyakujuu Gattai! Gaoking (百獣合体!ガオキング) (Tema inserció de Hyakujuu Sentai Gaoranger)
- Tao (道) (Tema finalització de Juuken Sentai Gekiranger)

## Rols interpretats

### Anime
- Koraru no Tanken - Rat Hector
- Space Carrier Blue Noah - Comandant grup
- Happy Lucky Bikkuriman - La☆Keen

### OVA
- Dangaioh - Yoldo (Primer episodi)

### Videojocs
- Super Robot Wars Alpha 3 - Keisar Ephes
- Bobobo-bo Bo-bobo Hajike Matsuri (En versió anime, seiyū doblado per Takehito Koyasu, cançó tema)

### Tokusatsu
- Jikuu Senshi Spielvan - Dr. Ben
- Voicelugger - Voicelugger Gold
- Chou Ninja Tai Inazuma!! SPARK - Shouryuusai Mizuki